# Caldas de Malavella
Caldas de Malavella (oficialmente y en catalán Caldes de Malavella) es un municipio español de la comarca de La Selva en la provincia de Gerona, comunidad autónoma de Cataluña.

## Geografía
Integrado en la comarca de La Selva, se sitúa a 20 kilómetros de la capital provincial. El término municipal está atravesado por la autovía del Nordeste (A-2) entre los pK 696 y 704, además de por la carretera GI-673, que permite la comunicación con Llagostera, y por una carretera local que conecta con San Andrés Salou y Cassá de la Selva. 
El relieve del municipio se caracteriza por un extenso valle situado entre las cuencas de los ríos Ter y Tordera, quedando al este la cordillera Litoral. El norte forma parte de la cuenca del río Oñar, donde van a parar varias rieras que pasan por el municipio. El sur y el sureste del territorio es más accidentado, superándose los 250 metros de altitud. Por el oeste se encuentra la cabecera de la riera de Sils, que forma parte de la cuenca del Tordera. La altitud oscila entre los 293 metros al sureste (Puig Verd) y los 88 metros a orillas de una riera de la cuenca del Tordera al oeste. El pueblo se alza a 92 metros sobre el nivel del mar. 
| Noroeste: Viloví de Oñar | Norte: Riudellots de la Selva y San Andrés Salou | Noreste: Cassá de la Selva |
| Oeste: Sils              |                                                  | Este: Llagostera           |
| Suroeste: Sils           | Sur: Vidreras                                    | Sureste: Llagostera        |

## Historia
Gracias al descubrimiento de unos restos de fósiles en el Puig de les Ànimes, se puede saber que los orígenes del pueblo de Caldas se remontan al Paleolítico superior. Estos restos demuestran que Caldas ya era lugar de paso en el Paleolítico, pues en época de caza se desplazaban siguiendo los rebaños de animales teniendo que pararse a descansar en lugares donde había agua. Pero no es hasta el siglo I d. C., con la romanización, que Caldas se convierte en núcleo urbano. El hecho de tener agua fue muy importante para que esto sucediera, así que Caldas se convirtió en una importante estación termal nombrada Aquis Voconis. Posteriormente, y con el estatuto del derecho latino, la villa de Caldas pasó a ser municipio.
Aquae Calidae: A diferencia de otras ciudades romanas que nacieron por interés militar o estratégico, se puede decir que Caldas se constituye a partir de un interés por la salud y el ocio. La gente acudía a las termas para curarse ya que se creía que el agua de Caldas tenía cualidades curativas. El hecho de que se situara cerca del trazado de la Vía Augusta ayudaba a que muchos viajeros se pararan para descansar y avituallarse. Durante la época del cristianismo, en los siglos IV y V d. C., apareció una necrópolis paleocristiana entre la actual calle San Esteban y el paseo de Ronda, a las afueras de lo que habría sido el núcleo romano.
Pasan los siglos y Caldas evolucionó como las demás poblaciones para llegar a la época medieval. Durante esta época, el aspecto del núcleo varía un poco, se encuentra con el amurallamiento de la villa, del cual quedan unos lienzos de pared y tres torres circulares ubicadas en el cerro de San Grau. Aquí se ubicaba el castillo llamado de Caldas, que se convirtió en símbolo de poder feudal: se prohibieron los baños públicos utilizados por los romanos y en su lugar se levantó este castillo.
Años más tarde, los baños se utilizaron como hospital para actividades curativas.
El otro castillo llamado de Malavella, del siglo XI, se encuentra en el cerro de San Mauricio y en su época era de proporciones importantes. Aquí también se encuentra la ermita de San Mauricio, de época más moderna. Esta ermita es de una sola nave y se edificó aprovechando una de las torres del castillo. Actualmente constituye un lugar muy apreciado por los habitantes de Caldas siendo lugar de veneración.
Cabe destacar, también, que en Caldas hubo diferencias entre la iglesia y la nobleza, por lo que la iglesia románica de San Esteban no forma parte del núcleo urbano. Está situada fuera de las murallas, pero con el tiempo ambas partes se fueron juntando debido al crecimiento y se formó una clase de pequeño arrabal.
Durante el siglo XVIII y debido al crecimiento, las actividades agrarias y artesanales cobraron importancia gracias al paso de viajeros por la Vía Augusta.
A partir de este momento, la imagen de Caldas es la de una población rural con agua termal pero sin explotación ni prácticamente ningún otro uso del agua, que el uso personal, mientras que otras zonas de España a principios del siglo XIX ya contaban con establecimientos particulares de baños y explotaciones de tratamientos terapéuticos.
No es hasta la segunda mitad del siglo XIX que Caldas se convierte lentamente en villa balnearia. Los manantiales que lo hicieron posible estaban situados en tres colinas: El Puig de les Ànimes que contenía más de dos manantiales, los dos surtidores de la Font Gran, la fuente de la Pedrera, la fuente Xica y la fuente del Fetge. En el núcleo urbano, en el Puig de San Grau, se ubicaban las fuentes que fueron explotadas tradicionalmente por los vecinos: los Bullidors, el raig de San Grau, la fuente del Hospital y la fuente de San Narciso o d’en Pla. Finalmente, y muy cerca del Puig de les Moleres, la fuente de la Mina o d’en Xiberta y el Raig o Rec d’en Mel, descubiertas en 1829 cuando se abrió una zanja para desecar un campo pantanoso.
En el año 1840, se construyó el primer establecimiento de baños moderno, aprovechando las aguas de “Els Bullidors”, y además se instalaron otras casas de baños, pequeños edificios con capacidad limitada, que serán los antecedentes de los futuros balnearios del siglo XIX. A partir de este momento con la construcción de los grandes balnearios, Caldas se consolidará como pueblo de veraniego y funcionará en torno de la actividad balnearia. Esta actividad comporta un aumento de la población procedente mayoritariamente de Barcelona y, a menudo, de elevada posición social.

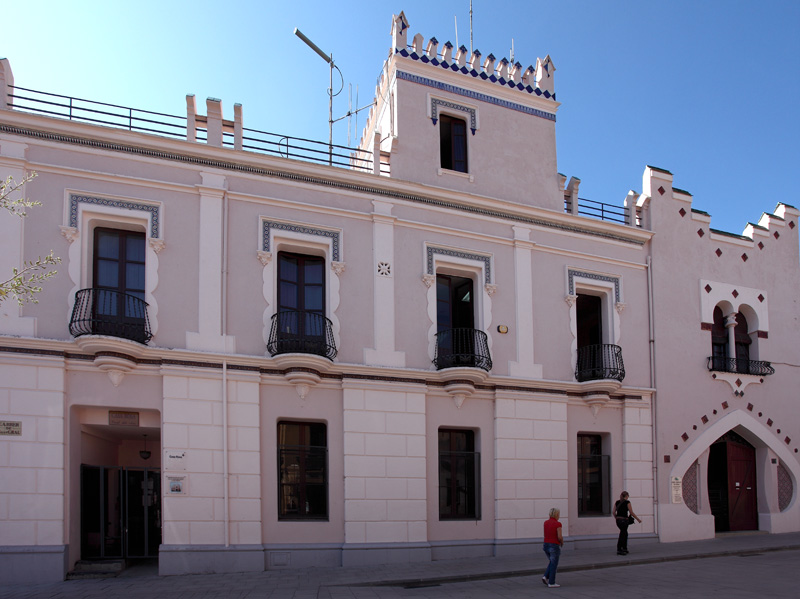
Casa Rosa
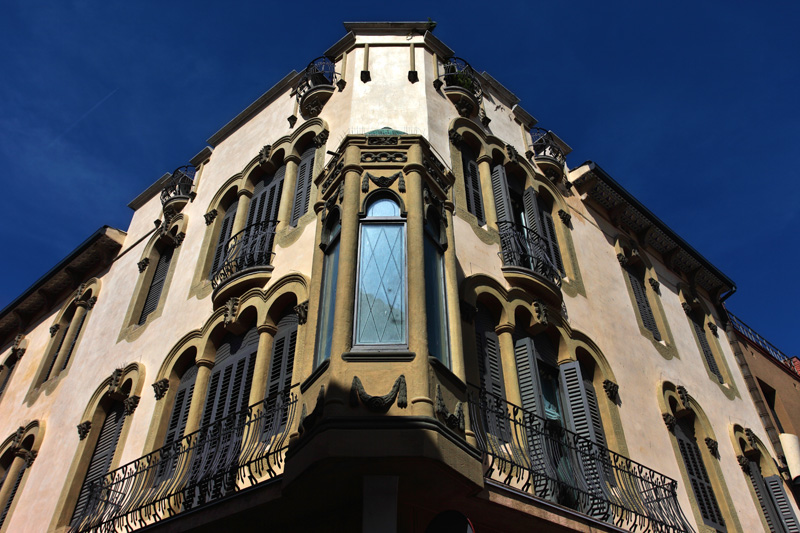
Casa Quintana
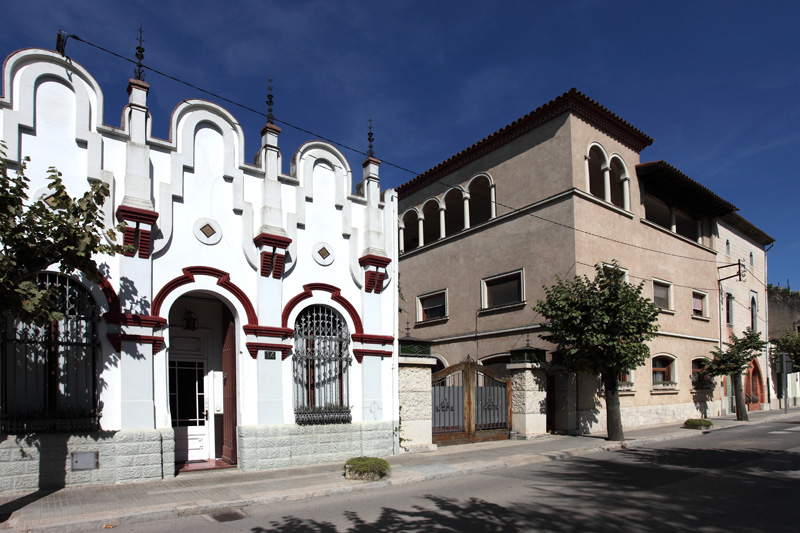
Casa Punxes
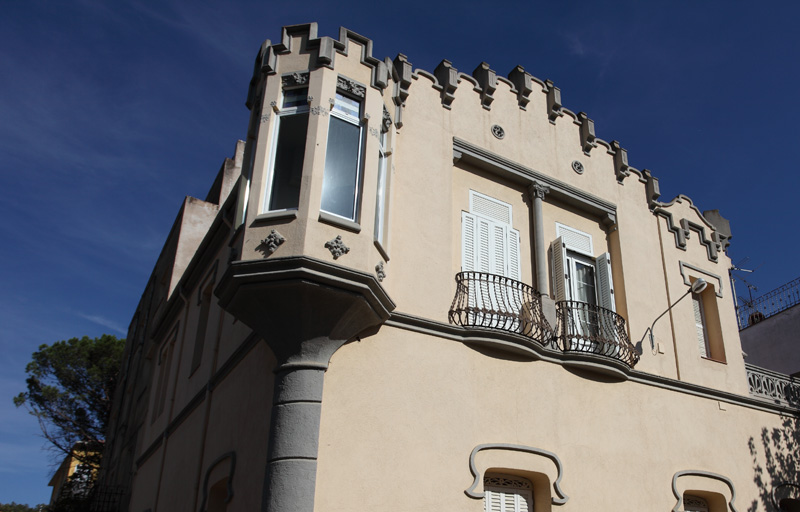
Casa Mas i Ros
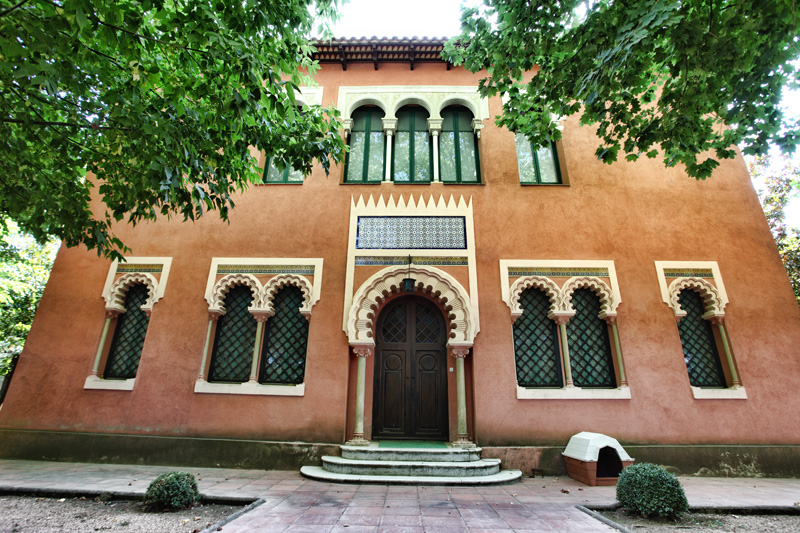
Torre Alemanys
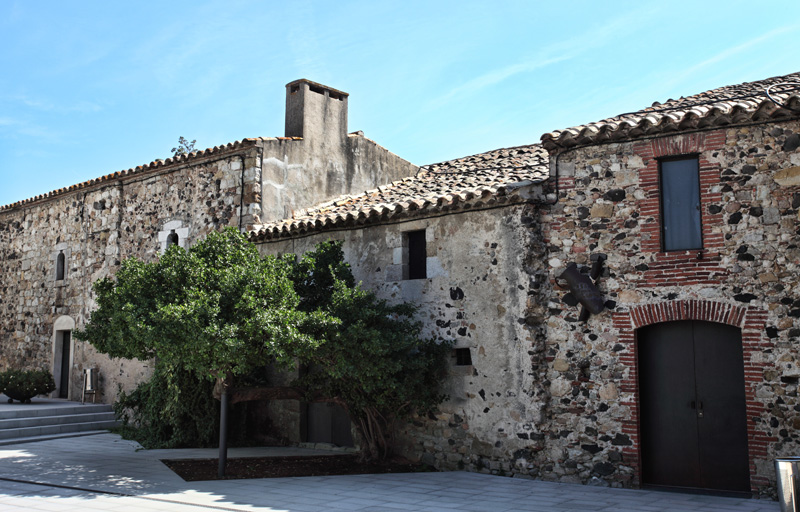
Cal Ferrer de la Plaça
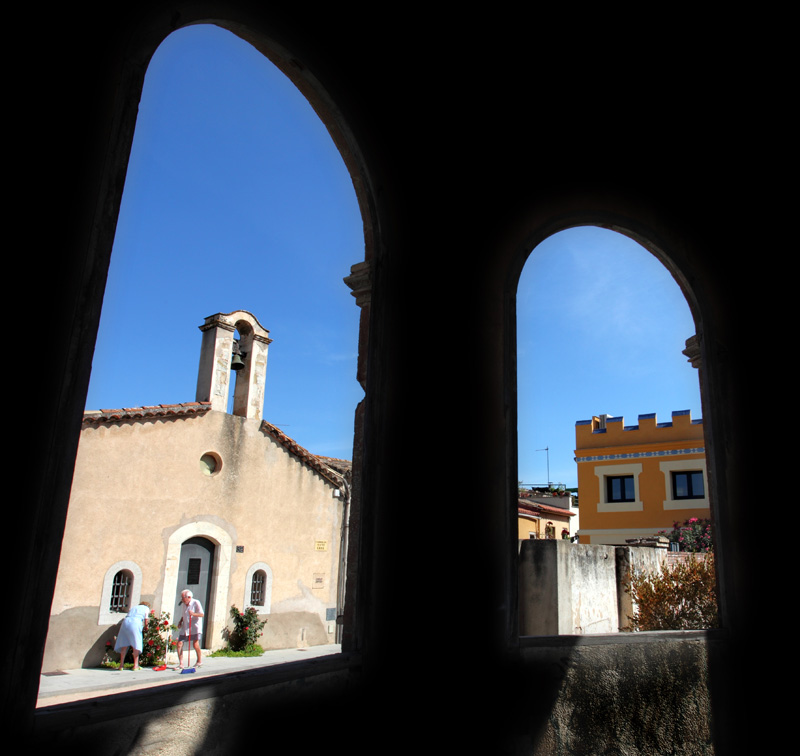
Sant Grau
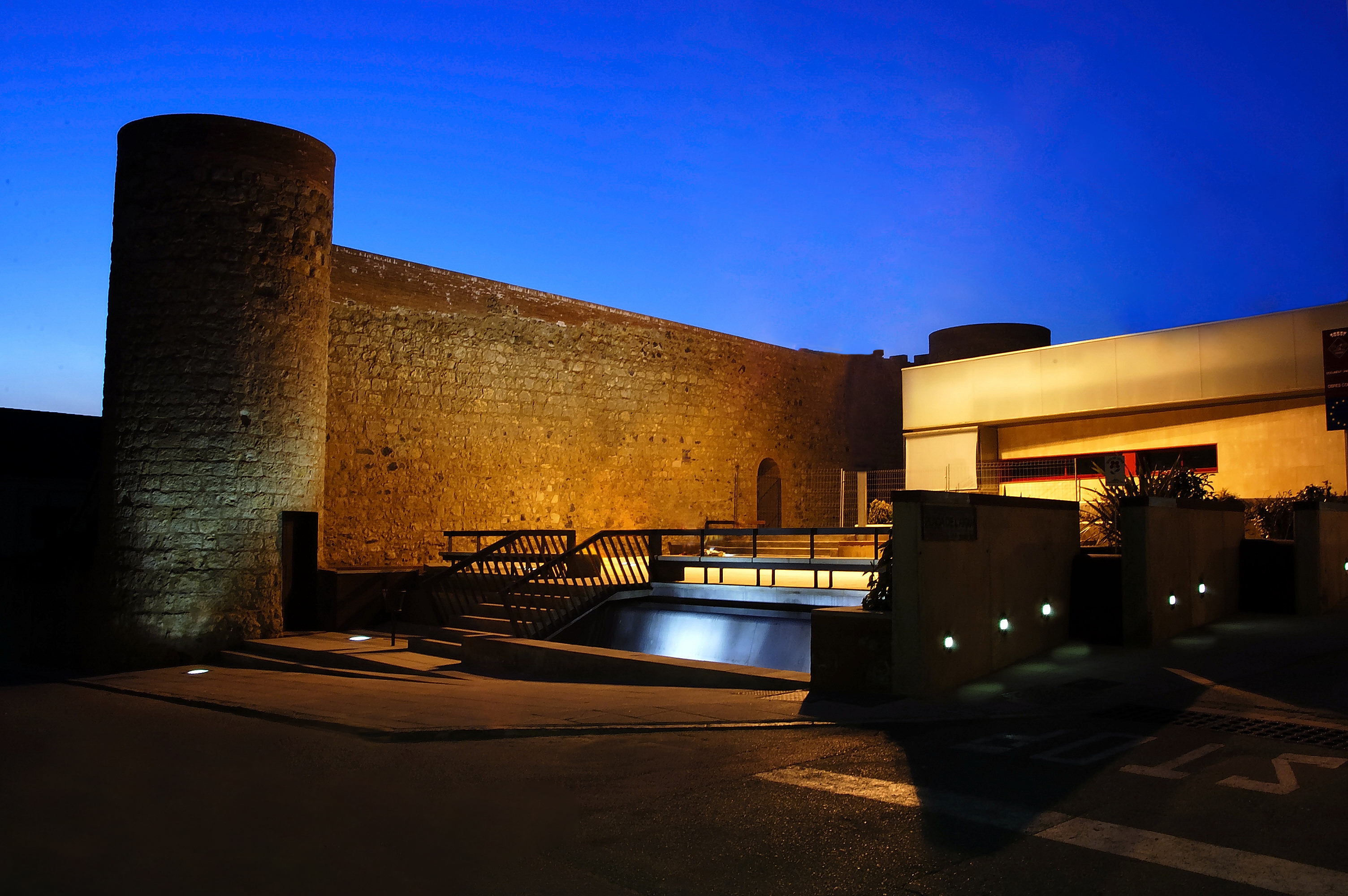
Plaça de l'Aigua y Muralla

Todo esto comporta cambios dentro de la estructura de la población de Caldas. Caldas crecerá y se expandirá en torno al área de influencia de los balnearios, donde se construyen nuevas edificaciones (chalets, casas, torres...) de aspecto modernista. Aparecen también otros elementos como jardines, parques y paseos que utilizaban los veraneantes para disfrutar de la calma y tranquilidad de la vida rural. La estación de ferrocarril facilita el acceso y la afluencia de los visitantes y es también una novedad.
Debido a la importancia que cobra el agua, las actividades económicas se verán modificadas y comenzarán a girar alrededor del agua y los veraneantes, y paralelamente a la revitalización de la actividad termal, se inicia un proceso de comercialización del agua mineral. De todas formas, esto no alcanzará unas dimensiones considerables hasta los años treinta. Estos dos hechos harán que aparezca una nueva oferta laboral basada tanto en el sector de los servicios como en la industria embotelladora

## Cultura

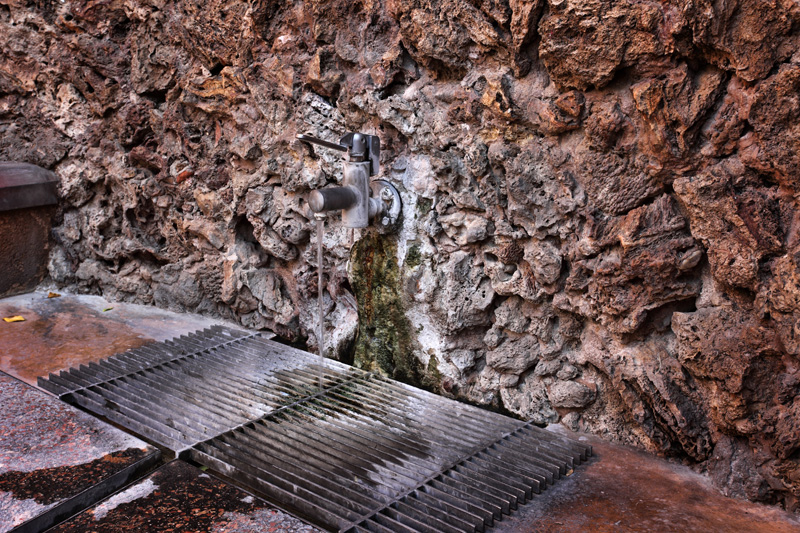
Fuente de agua termal, el agua emerge a 56°-60°

Se conservan restos del antiguo término romano de Aquae Calidae, compuestos por una piscina termal que está rodeada de habitáculos destinados a la realización de los tratamientos a base de aceites. Los hallazgos encontrados durante las excavaciones de la zona se exponen en el Museo de Arqueología de Cataluña, situado en Gerona. Entre las piezas que se exponen se encuentra una cabeza de perro realizada en bronce así como monedas correspondientes a diversos periodos.
La iglesia parroquial de Sant Esteve es de origen románico, construida a finales del siglo XI, aunque ha sido muy modificada. Fue una de las posesiones del monasterio de Sant Salvador de Breda. Tiene planta basilical y tres ábsides decorados con arquerías lombardas. La portalada es renacentista y el campanario de base cuadrada.
En Sant Maurici se encuentran los restos del antiguo castillo de Malavella. Según una leyenda en esta fortaleza, citada en documentos de 1057, vivía una mala vella (que en catalán significa mala vieja), que dio origen al topónimo de la villa. Aprovechando las piedras del castillo se construyó una capilla dedicada a Sant Maurici. En la zona de Sant Grau se encuentran los restos del castillo de Caldas, documentado por primera vez en 1362. Formó parte de la baronía de Llagostera y fue derruido en el siglo XIX.
Caldas de Malavella celebra su gran fiesta mayor el primer fin de semana del mes de agosto, y la Feria del Agua el primer fin de semana de octubre. Adicionalmente, cada verano se realizan visitas teatralizadas, y periódicamente mercados y ferias temáticas.

## Lugares de interés
Termas romanas y entorno

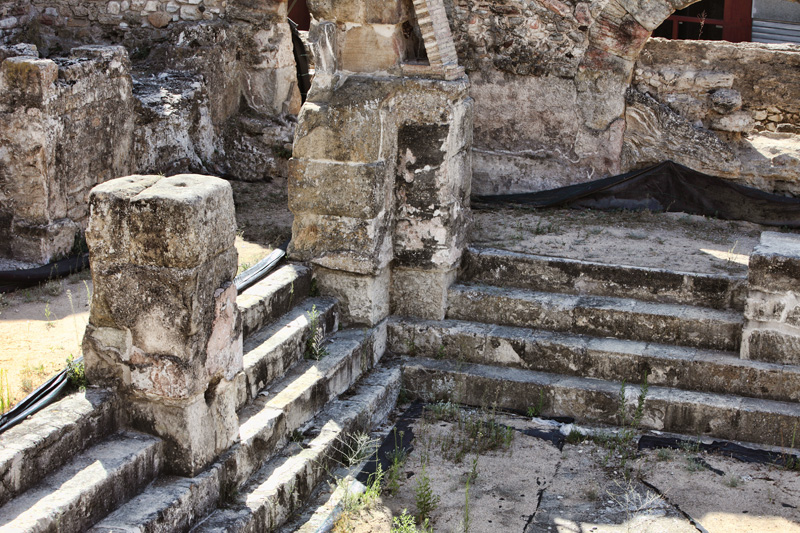
Termas Romanas de Caldas.

Monumento histórico de interés nacional. Son los restos mejor conservados del municipio romano de AQUAE CALIDAE, actualmente Caldas de Malavella. Aún se pueden observar los mecanismos de funcionamiento de agua casi intactos. El edificio consta de una piscina central y una serie de habitaciones alrededor para recibir tratamientos curativos. Hay tres espacios en la parte trasera, inicialmente se pensaba que eran bañeras, pero se trata de estancias donde se usaban aceites. Sus características son eminentemente salutíferas vinculadas al culto probablemente a Apolo o a alguna otra divinidad curativa de enfermedades.
También en esta zona está la ermita de San Grau, con un lienzo de la muralla y restos de la villa medieval (Cal Ferrer de la Plaça y Can Trelles). Can Manegat y Ca l’ Estapé (Casa Rosa) son dos muestras de la arquitectura modernista en esta zona.

### Cruce C/ Libertad - C/ Pl. Pequeña y entornos
El cruce de estas dos calles constituía en la época medieval el núcleo de la villa, ya que desde este punto salían las calles que llevaban a los cuatro portales de la muralla: el portal de Girona (norte), el de Cassà y Llagostera (este), el del Camino Real a Santa Coloma (oeste) y el del Camino Real a Vidreras (sur).

### Fuente de la Mina

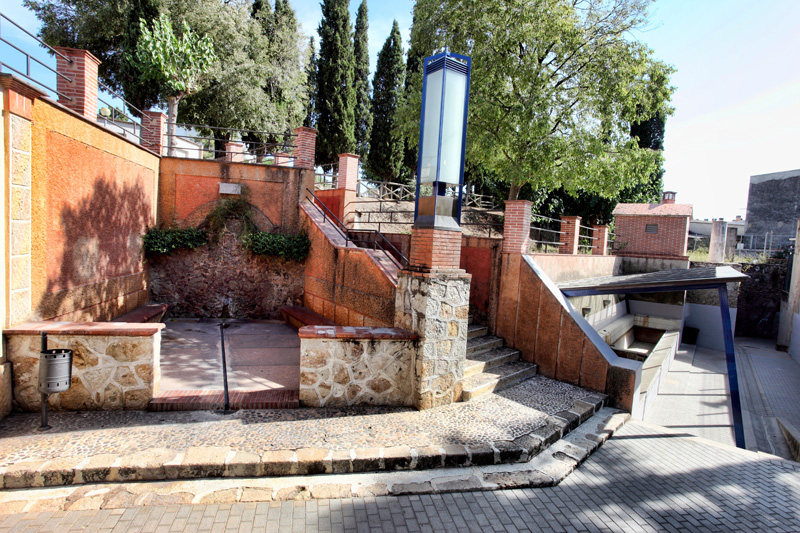
Font de la Mina.

También conocida como Raig d’en Mel, la fuente de la Mina es una de las fuentes más conocidas de la población. Apareció como consecuencia de una extracción de tierras que se realizó para desecar un campo pantanoso. Al fondo de la pequeña depresión brota con fuerza el agua termal (a una temperatura aproximada de 60 °C), que se aprovecha en unos lavaderos que recogen el agua sobrante de la fuente. Es habitual la presencia de gente de toda la comarca, haciendo cola para tomar sus aguas, lo que evidencia las magníficas cualidades curativas, digestivas y culinarias del agua de Caldas.

### Rambla Recolons y Rambla d'En Rufí

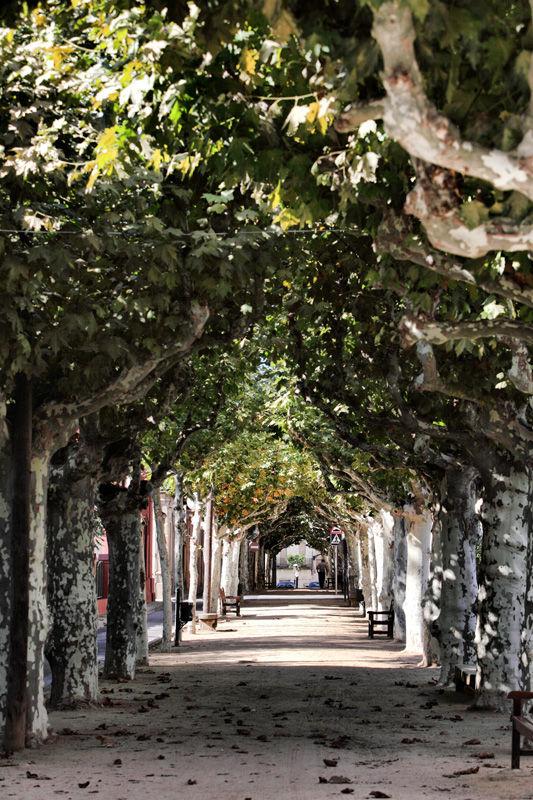
La Rambla.

Rambla concebida como lugar de reposo y paseo. El Sr. Bartolomé Recolons promovió la urbanización de esta zona donde se construyó toda una serie de edificaciones que acogían a los veraneantes que venían a tomar sus aguas. Estas edificaciones, como el resto de construcciones de esta época, son de estilo modernista y noucentista y en todas ellas podemos observar la sensibilidad por las formas redondeadas y por los trabajos de forja y cerámica. En este lugar tenemos unos buenos ejemplos tales como: Casa Mas i Ros, Chalet de Antoni Mas, Casa Motlló, Colonia Rodríguez, Bell Estar, Torre Can Sala y Villa Rosario, conocida también como la Torre de los Alemanes. Esta Rambla es un espacio idóneo para pasear tranquilamente.

### La Granja y la fuente de la Vaca

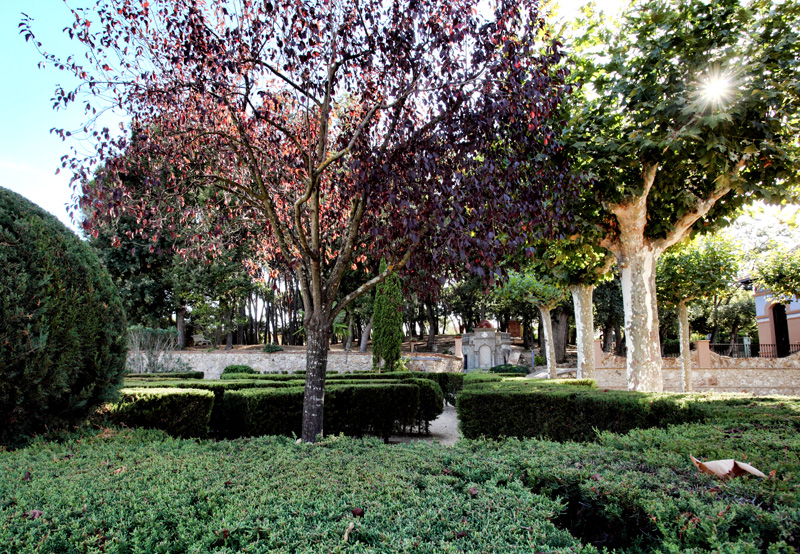
Parque de la fuente de la Vaca.

La Granja nació durante los años veinte con la promoción de una urbanización. Todo el paseo y su entorno está repleto de elementos y chalets modernistas, noucentistas y eclécticos, como la Torre 2, Villa Catalina o la Torre dels Cavalls. En el centro de la zona encontramos, de forma destacada, un parque público con en su interior, la fuente de la Vaca, lugar tradicional de encuentro y tertulia. El edificio del Casinet, antiguo merendero situado en el parque, cerca de la fuente, es un espacio agradable, tranquilo y el mejor lugar para tomar la fresca en verano.

### Iglesia de San Esteban y entorno

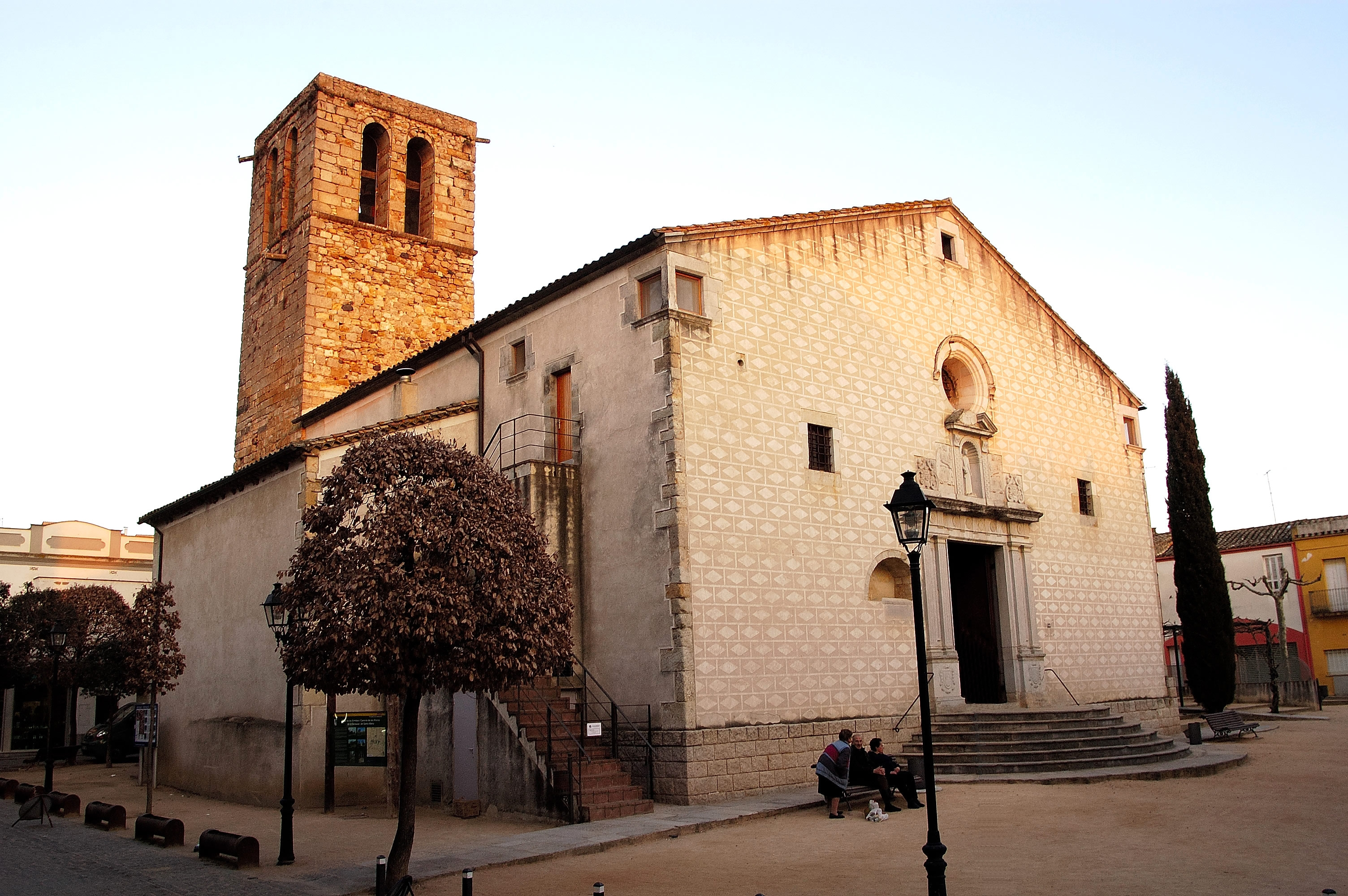
Iglesia parroquial de San Esteban.

Iglesia del siglo XI dedicada a San Esteban. De sus orígenes sólo se conserva los ábsides románicos de grandes dimensiones, de estilo lombardo y la planta basilical. Ha sido reformada en varias ocasiones y lo que vemos actualmente es mayoritariamente del siglo XVII. La fachada es de estilo renacentista y en ambos lados de la puerta, en la parte inferior, se puede ver uno de los símbolos de Caldas, unas grandes calderas, y a la izquierda de la portalada, un sarcófago presenta la inscripción que dice: “En el año del señor de 1267 el día seis de los idus de enero se murió Victor Murillo bien confesado (en Dios), yace en este túmulo Berenguer Lambardi, hombre de feliz memoria. Que su ánima goce de la gloria del paraíso en compañía de los santos, amen. Te lo ruego: reza por mí, en este día: padre nuestro”.
La iglesia está en el centro de la plaza de San Esteban y está rodeada por edificios modernistas, neoclásicos y eclécticos; el más destacado es la Casa Quintana. En las calles del alrededor, podemos encontrar más edificios emblemáticos como el teatro-casino municipal y can Perxachs.

### Balneario Prats y alrededores

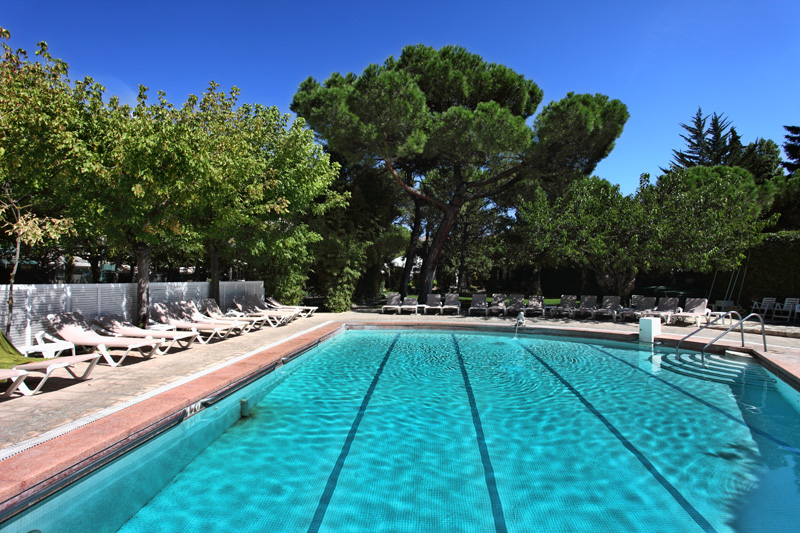
Balneario Prats

Establecimiento termal que data de la segunda mitad del siglo XIX. En 1912, Eusebi Bona hizo posible la restauración y ampliación que nos lo muestra tal y como es ahora. Se accede por una gran portalada que nos lleva a los jardines interiores. Sobresale el diseño esmerado de los ornamentos florales de las ventanas y los rosetones de la fachada. Así mismo es relevante la buena conservación de algunos salones y comedores del interior del balneario, que reflejan la elegancia y el gusto de la época.
En sus alrededores encontramos la Casa Pla i Deniel, de finales del siglo XIX y de estilo neoclásico. Otras casas destacables que se encuentran en la avenida. Dr. Furest son: Casa del poeta Francesc Matheu, la Torre dels Ocells o la Torre de les Punxes.

### Balneario Vichy Catalán y avenida del Doctor Furest

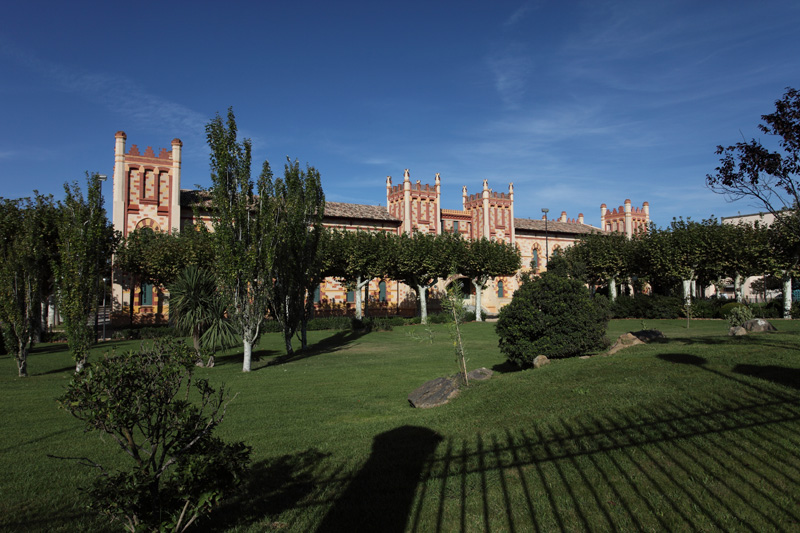
Balneario de Vichy Catalán

Es uno de los balnearios más grandes de Cataluña, cuya construcción se inició en el año 1898 por iniciativa del Dr. Modest Furest i Roca. El proyecto del edificio, de estilo neomudéjar, fue elaborado en gran parte por Gaietà Buigas. En su interior hay una pequeña capilla dedicada a San José y San Esteban, de la cual destacamos la puerta de entrada, así como todos los detalles del interior. El comedor principal conserva la decoración modernista de principios de siglo.
La Avenida del Dr. Furest es el camino que lleva desde la estación de ferrocarril hasta el pueblo. Aquí encontramos toda une serie de casas destacables con rasgos modernistas y noucentistas.

### San Mauricio y Castillo de Malavella

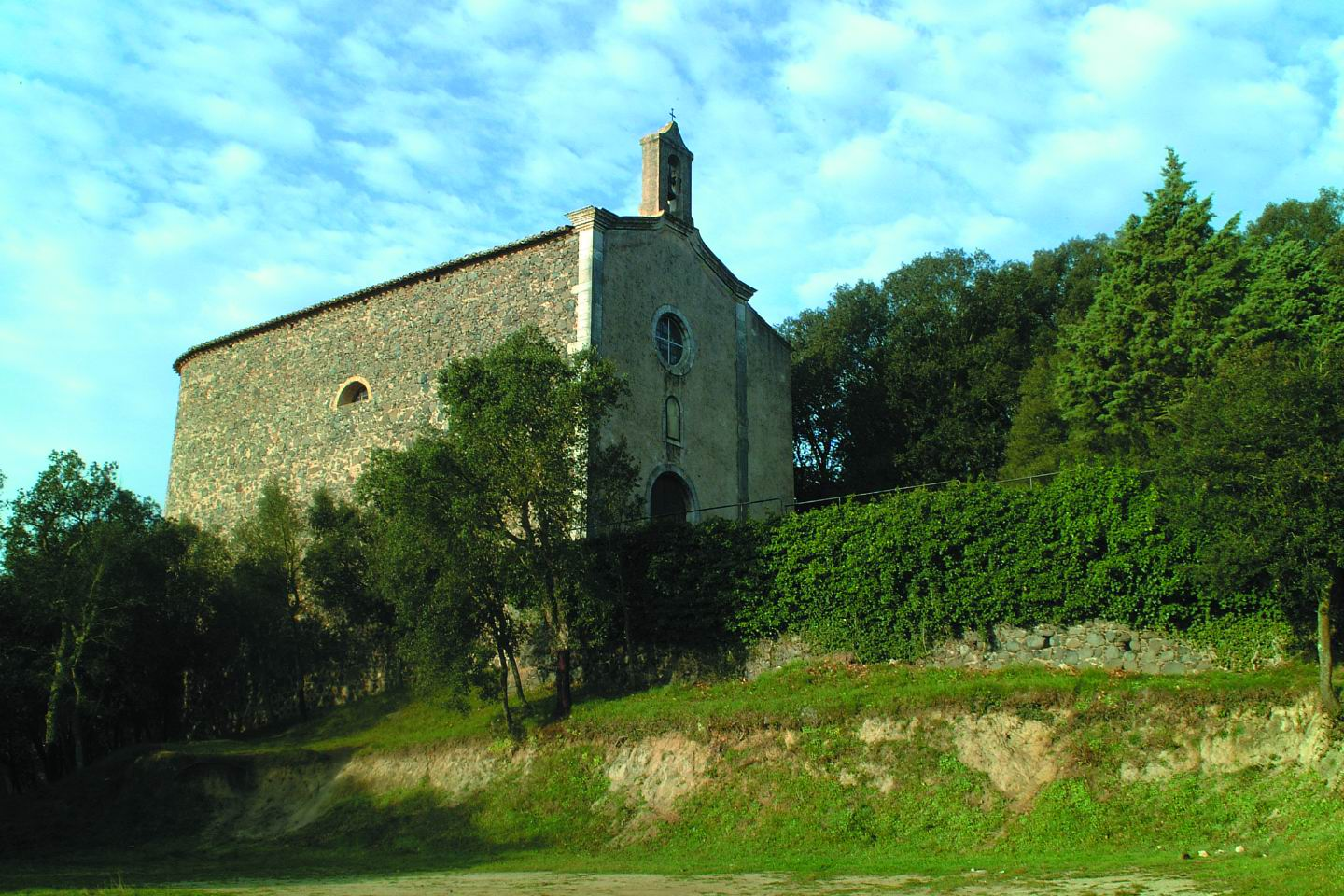
Ermita de San Mauricio.

Documentado ya en el año 1057, el castillo se construyó en una zona elevada, como control del territorio. Su origen se debe a la repoblación de estas tierras siguiendo modelos feudales. Sus restos, que datan del siglo XII, son de color negro, color que proviene de las piedras de basalto que forman el mismo cerro, restos de una antigua chimenea volcánica. Este castillo es el escenario en el cual, según cuenta la leyenda, se cree que vivía una “mala-vella” (mala vieja) que acabó dando su nombre al municipio.
La ermita se encuentra justo al lado de los restos del castillo y probablemente se erigió para continuar el culto religioso que la antigua ermita del castillo ya hacía en la zona. Consagrada a San Mauricio, general de las legiones romanas degollado por su defensa de la fe cristiana, fue privatizada con la desamortización de Mendizábal.
La ermita dedicada a San Mauricio se construyó aprovechando las viejas estructuras del castillo. Cada día 22 de septiembre, la díada del santo, se celebra un concurrido encuentro de gran tradición en el cual se bailan sardanas y el recuperado "Ball de l’hereu Riera" ("Baile del heredero Riera").

### Camp dels Ninots(Campo de los muñecos)

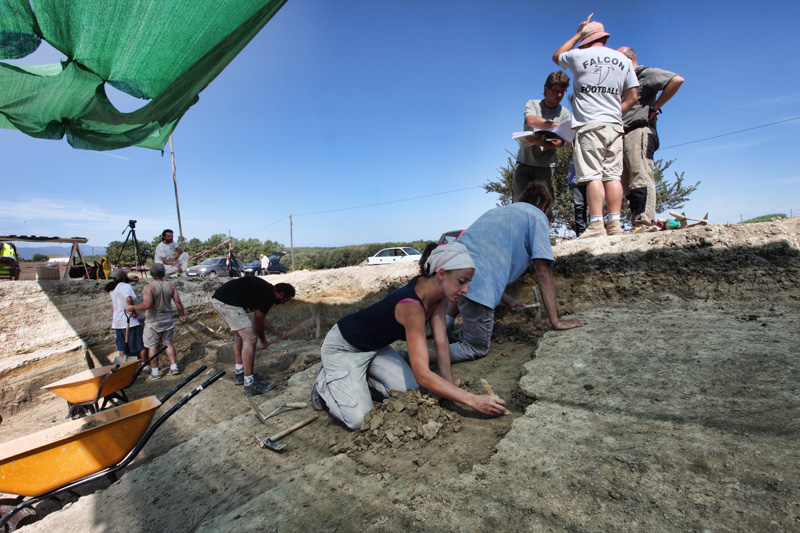
Yacimiento paleontológico del Campdels Ninots.

El Camp dels Ninots es uno de los yacimientos arqueológicos más importantes de Cataluña y de la península ibérica. El yacimiento de El Camp dels Ninots, situado en un antiguo cráter de 500 metros de diámetro y que debe su nombre a las formas caprichosas de las piedras de ópalo que abundan, ya se ha convertido en una mina de tesoros.
Hasta hoy en día, nunca se habían localizado restos del pleistoceno inferior tan concentrados en una misma zona, en tanta cantidad y en un estado de conservación tan extraordinario. Además de las numerosas muestras de industria lítica (herramientas rudimentarias), que corroboran la existencia de homínidos en este lugar de la Selva, hace más de un millón de años.
Se han recuperado, en las arcillas a una profundidad de unos dos metros y medio, fósiles de plantas, un rinoceronte y restos de bóvidos y de micro mamíferos, como roedores y erizos, además de aves, tortugas y peces, que permitirán trazar una secuencia exhaustiva de la ocupación humana y animal más primitiva de lo que se tiene noticia en Cataluña, desde el pleistoceno inferior al medio.
Hasta este momento, se han realizado tres excavaciones, todas ellas llevadas a cabo por el equipo de arqueólogos y paleontólogos del Instituto de Paleoecología Humana de la Universidad Rovira i Virgili; una primera en septiembre del 2004, la segunda en octubre del 2005 y la última, en la que se encontró un tercer bóvido y un rinoceronte, en mayo del 2006.

### Poblado medieval de Caulers
Fechado entre los siglos VIII y IX, cuando un grupo de gente repobló este lugar. Aprovechando las ruinas de una torre de vigilancia de la época romana se establecieron formando un pequeño poblado. Su planta es la típica de los poblados fronterizos de los condados catalanes con la España islámica.
Los restos que existen datan del siglo IX y nos dejan entrever una ermita de una sola nave de estructura rectangular, a la cual se accede por una puerta lateral y un ábside cuadrado. Ábside y nave están conectados por un arco de medio punto y constituyen los restos de una iglesia prerrománica, único exponente de esta época en la comarca.

### Árboles de interés local
El Ayuntamiento de Caldas ha realizado un inventario de los árboles singulares de interés local, que recoge una veintena de ejemplares esparcidos por todo el municipio. El estudio recoge las características de los árboles, sus dimensiones, la historia, las posibles enfermedades, defectos y propone actuaciones para conservarlos. En lo que concierne a las dimensiones de los árboles, los más altos son 4 pinos de unos 20 metros de altura. Destaca el conocido Pino de can Teixidor o de Can Llimona, que a causa de su altura, sobresale del resto de árboles vecinos y es visible desde muchos puntos del municipio. El árbol con el perímetro más grande es el alcornoque de can Roig, de 5 metros, mientras que el pino de Mas Pla mide 3,5. Por último, los árboles más viejos son el alcornoque de can Roig, con una edad aproximada de 250 años, y la higuera de Mas Pla, de entre 200 y 250 años.
La declaración de interés local de estos árboles les dará una protección especial que prohibirá la tala o las acciones incontroladas.

## Demografía
Caldas de Malavella cuenta con una población de 8509 habitantes (INE 2024).
| Gráfica de evolución demográfica de Caldas de Malavella entre 1842 y 2021 |
| |
| Población de derecho según los censos de población del INE Población de hecho según los censos de población del INEEntre el censo de 1857 y el anterior, crece el término del municipio porque incorpora a Franciach y Santa Ceclina |

## Economía
La población cuenta con tres balnearios que aprovechan las aguas termales del municipio. Estas aguas brotan a una temperatura que oscila entre los 80 y los 120 °C.
La principal actividad económica está en el sector servicios (hoteles, restaurantes, golf) y en la industria dedicada al embotellamiento de las aguas termales. Existen cuatro empresas con plantas embotelladoras dentro del término municipal que dan empleo a casi la mitad de la población.

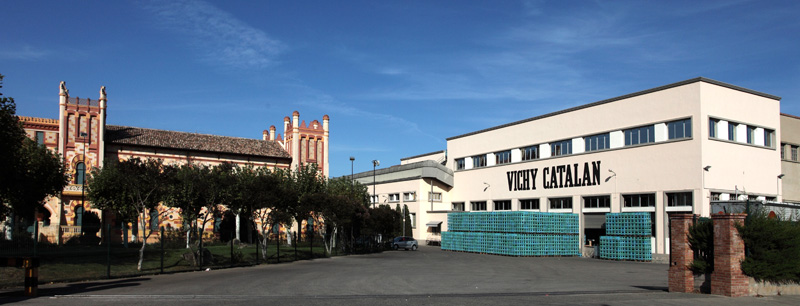
Ejemplo de indústria embotelladora
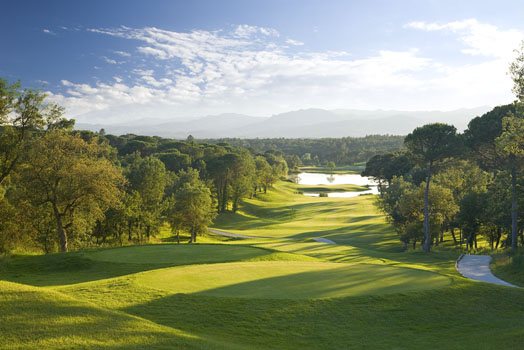
Panorámica del PGA Golf de Catalunya, en Caldas
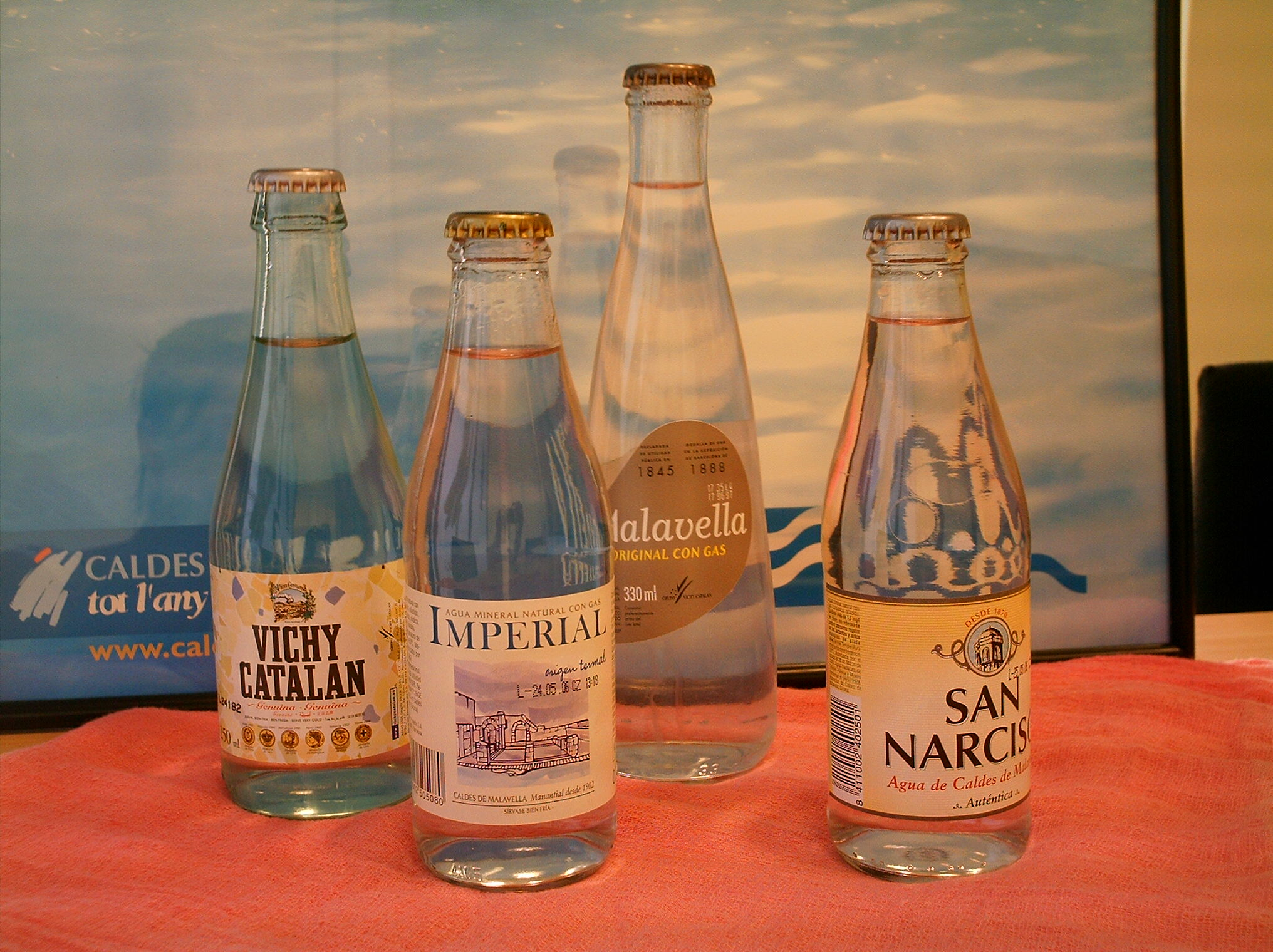
Aguas embotelladas de la población